# 郭海亮
郭海亮（1951年10月—），山西岚县人，中华人民共和国政治人物。

## 生平
中国社会科学院研究生院毕业，历任吕梁地委副书记、地区行署专员。1999年4月，任山西陆军预备役师副政委兼某预备役团第一政委。2003年1月，任中共吕梁地委书记；2004年2月任中共吕梁市工委书记；2004年6月，任中共吕梁市市委书记。2006年2月，任长治市市委书记。2008年1月至2013年1月，任山西省人大常委会副主任。2008年10月17日，中国工会十五大在北京开幕，大会选举他出任主席团委员。2013年1月-3月，任山西省总工会主席。